# Universidade de Santo Amaro
A Universidade de Santo Amaro (UNISA) é uma instituição de ensino superior privada do Brasil, fundada e sediada no distrito de Santo Amaro, São Paulo sendo avaliada com nota máxima (5) pelo MEC em 2020. A história da UNISA associa-se diretamente a (Faculdade de Medicina de Santo Amaro - FMSA) precursora da instituição, na qual é considerada uma das mais tradicionais faculdades de Medicina do Brasil e foi o primeiro curso de medicina a ser oferecido por uma Instituição particular na cidade de São Paulo. Desde a abertura dessa graduação, a Universidade consolida sua história por meio de uma formação humanizada e um ensino de excelência.

## História

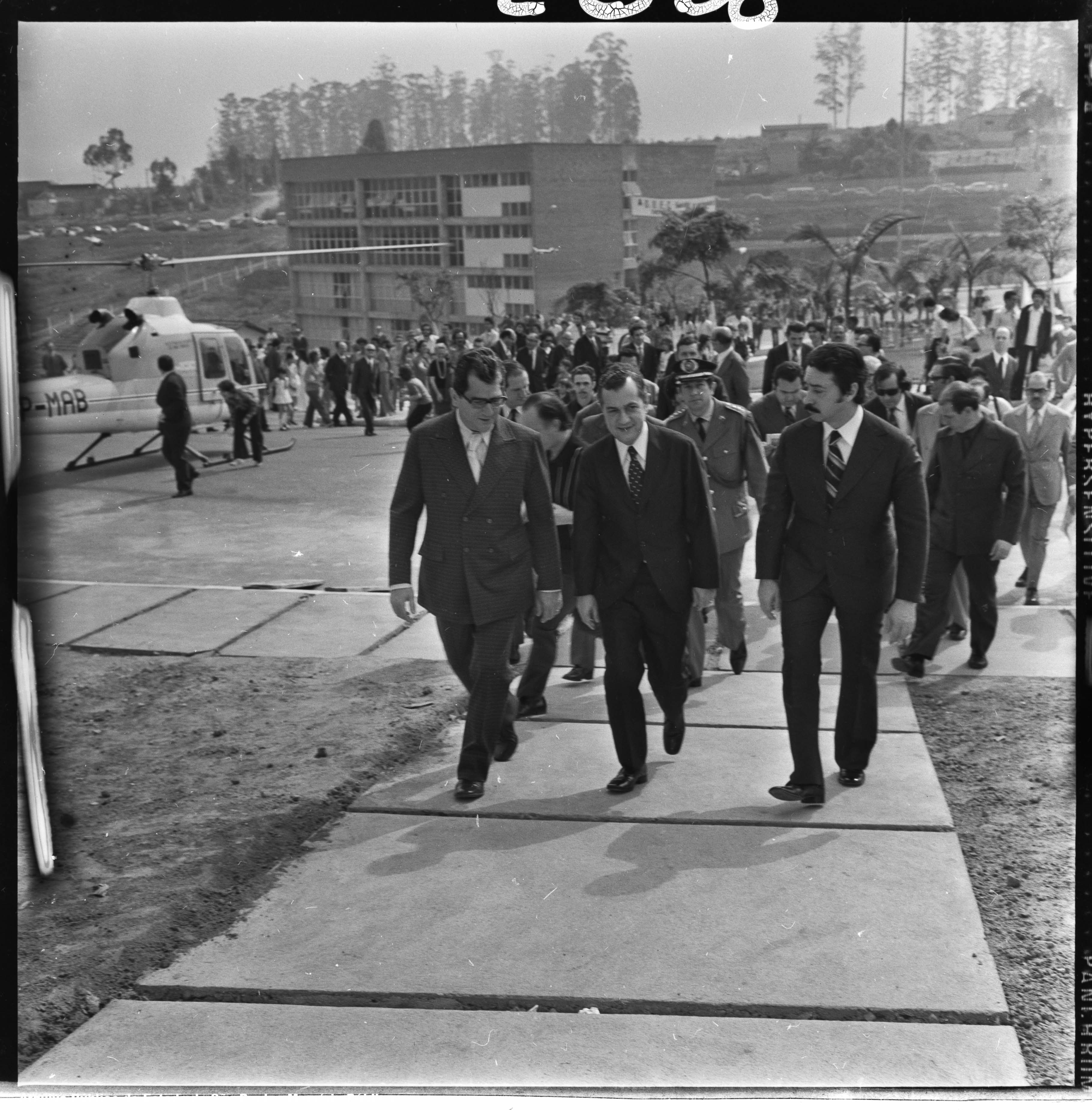
O governador Laudo Natel visita as Faculdades de Medicina e Filosofia de Santo Amaro no Jardim das Imbuias, sendo acompanhado pelo presidente da Organização Santamarense de Educação e Cultura professor Albany Gandia (à esquerda), 1973.
Arquivo Público do Estado de São Paulo.

Em meados da década de 1960 um grupo de moradores de Santo Amaro pleiteou ao subprefeito de Santo Amaro Oswaldo Teixeira Duarte a implantação de uma faculdade no bairro. Liderados por Albany Gandia, o grupo de moradores ouviu de Duarte que deveriam se constituir em uma sociedade e pleitear uma área para a implantação do empreendimento. A área escolhida foi o Sítio das Imbuias, de propriedade do imigrante alemão Emil Heininger, que concedeu o sítio para a implantação da faculdade. Posteriormente o médico Raphael Parisi doou uma área de 15 mil metros quadrados para a implantação da faculdade, anexa ao sítio.
O grupo de moradores seu reuniu em 26 de junho de 1968, aprovando o estatuto social e fundação da Organização Santamarense de Educação e Cultura (OSEC), sendo seus fundadores: Albany Gandia, Alyrio Joaquim Rosatti, Amaury Ribeiro Guimarães, Antonio Ferraz de Arruda, Conrado Schiavon, Constantino Saiani, João Ivo Lippi, José Victor Oliva, Luiz Paulo Schiavon, Oswaldo Teixeira Duarte e (o padre) Manoel Bezerra de Mello.
A OSEC iniciou as obras da Faculdade de Santo Amaro no final de 1969. O primeiro campus foi construído pela empresa Alfons Gehling, enquanto que a faculdade iniciou suas atividades em prédios alugados, obtendo autorização do Ministério da Educação para seu funcionamento. O primeiro curso a ser instalado foi o de Medicina, em 1970, seguido pelos cursos de Ciências Biológicas - Modalidade Médica, Ciências Biológicas -Licenciatura e Bacharelado e Psicologia, autorizados a funcionar em 1974. Em 1975, foi autorizada a funcionar a Faculdade de Educação Física e em 1976 a Faculdade de Odontologia.
O primeiro campus da faculdade, no Jardim das Imbuias (Interlagos), foi inaugurado em 1 de junho de 1973. e em 1977 foi inaugurado o Hospital Escola Wladimir Arruda – HEWA.
Em 1992, foi elaborado um projeto por meio de um Relatório da Comissão de Acompanhamento, para reconhecimento da Instituição como Universidade, ocorrido em 1994. Em 1995, passaram a funcionar os Cursos de Administração, Ciência da Computação e foram criados os cursos de Medicina Veterinária, Fisioterapia, Enfermagem, Tradutor e Intérprete, Publicidade e Propaganda, Direito e Ciências Contábeis que começaram a funcionar em 1996. Devido ao aumento da demanda pelos cursos oferecidos, houve a implantação do “Campus II”, na região central de Santo Amaro e a autorização para o funcionamento do curso de Direito, com seu funcionamento no Campus II em 1966. A partir de 1997, a Instituição transferiu para o Campus II os cursos das áreas de Ciências Humanas e Sociais e de Ciências Exatas e Tecnológicas, sendo a área construída dotada de infra-estrutura (sic) que possibilitam o oferecimento de ensino, pesquisa e extensão. Em 1998, a UNISA passou a oferecer no Campus II os cursos de Administração Hospitalar, Jornalismo e Rádio e TV, Letras e Secretariado Executivo Bilíngue. Em 2000, o Campus III da UNISA foi inaugurado e lá passaram a funcionar os cursos de Pedagogia, Turismo, Psicologia e os Cursos Superiores Sequenciais de Formação Específica. Foi implantado o Centro de Educação a Distância, iniciando-se com o curso “Gestão e Desenvolvimento de Escolas” e a Universidade Virtual Empresarial. Em 2000 também foi inaugurada a Biblioteca Milton Soldani Afonso, no Campus II da UNISA. Em 2001, foi recomendado pelo Conselho Técnico Consultivo o Mestrado em Odontologia e em 2005 surge o primeiro curso de pós-graduação stricto sensu.
Em 2000 também foi inaugurada a Biblioteca Milton Soldani Afonso, no Campus II da UNISA. Em 2001, foi recomendado pelo Conselho Técnico Consultivo o Mestrado em Odontologia e em 2005 surge o primeiro curso de pós-graduação stricto sensu.
A UNISA conta hoje com 39 cursos de pós-graduação e 51 cursos de graduação.

## Faculdade de Medicina de Santo Amaro - FMSA

### Primeiros Anos
Foi fundada em 1968 pelo médico e professor Dr. Rubens Monteiro de Arruda, que em conjunto a um grupo de colegas atuantes na Santa Casa de Santo Amaro, Zona Sul de São Paulo e junto ao Dr. Wilhelm Kenzler (gastro-enterologista e psicanalista doutorado na Alemanha), dirigiu o Departamento de Psiquiatria e Psicologia Médica da faculdade em formação.
Ambos propuseram um plano pedagógico inédito no Brasil para o curso de medicina resumido pelo Dr. Wilheim como "um conjunto de disciplinas e um processo pedagógico que permitam um amadurecimento e provoque uma atitude de reflexão e questionamento diante da vida como um todo e dissolva a clássica atitude inconsciente de onipotência do médico”. Essa metodologia de ensino médico vigorou por 38 anos na FMSA, inicialmente abrigada pela Mantenedora OSEC, atualmente UNISA, e foi se modernizando com o decorrer das décadas de funcionamento.

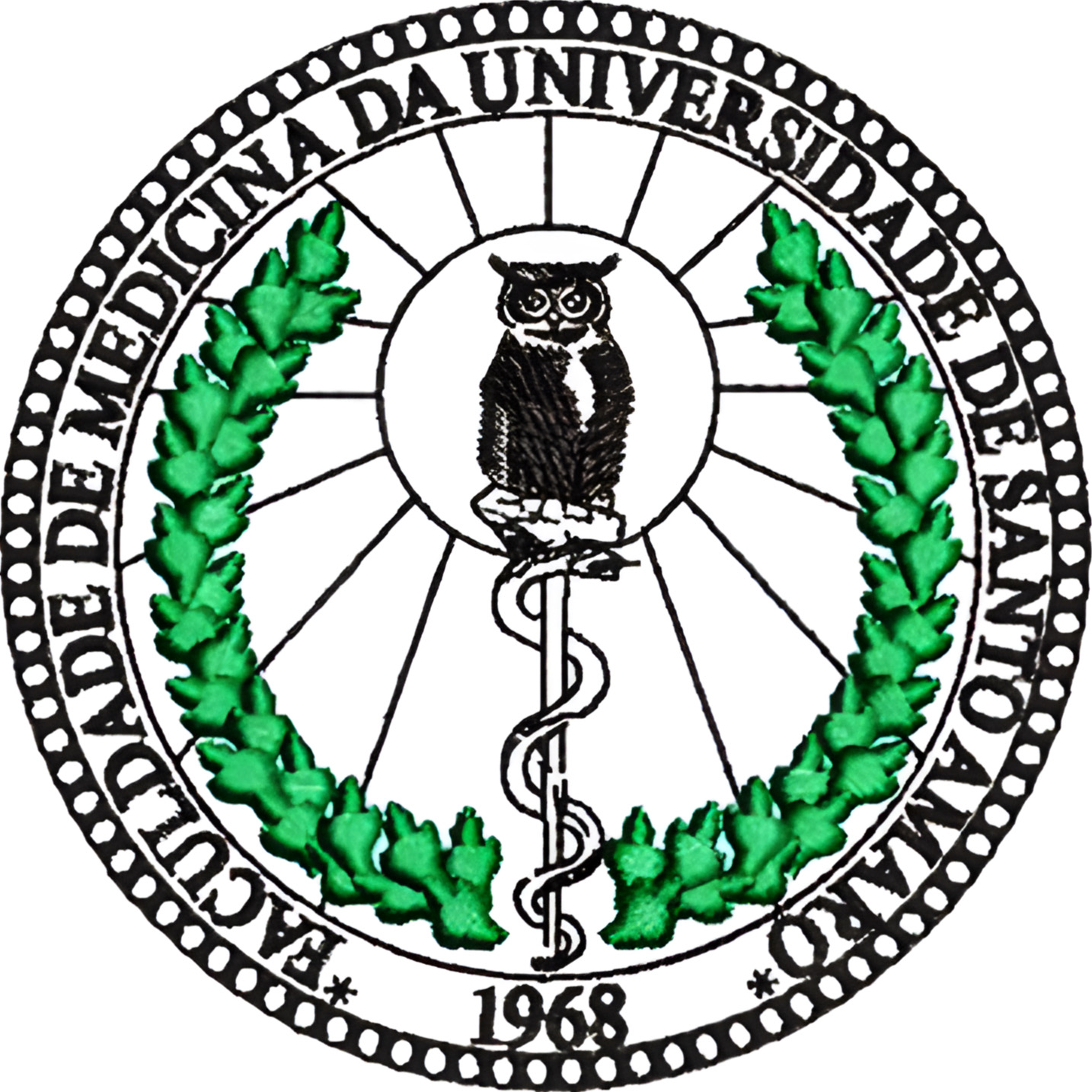
Brasão da Faculdade de Medicina de Santo Amaro composto pelo bastão de Asclépio, a coruja (mascote da FMSA) e o ano de sua fundação.

A Faculdade de Medicina de Santo Amaro abrigou por 21 anos uma iniciativa inédita naqueles tempos: o Centro Comunitário de Saúde Mental, atrelado à Santa Casa de Santo Amaro, para atender a comunidade carente local. O Centro de Saúde Escola, inaugurado com suas atividades e características próprias, além de servir ao estágio curricular, constitui-se em agente sanitário, sendo pioneiro na cidade de São Paulo na formação de grupos de Estudos e de Ligas Acadêmicas e, em coordenador de campanhas de vacinação de prevenção contra doenças.

### Ensino Médico
A FMSA é uma das instituições mais tradicionais na área, principalmente quando o assunto é Ligas Acadêmicas. Para o médico e professor Dr. Elias Jirjoss Ilias, dentro da longa trajetória do curso, a existência desse tipo de atividade dentro dos cursos de Medicina é muito importante. “Houve uma época em que Unisa era a única faculdade de Medicina com uma Liga formada em Trauma. Por esse motivo, era muito procurada por quem tinha interesse pela especialidade”.
Em 1998, a OSEC, com o apoio do Governo do Estado de São Paulo, passa a gerenciar o Hospital Geral do Grajaú. Em 1998, foi concretizada a concessão administrativa da gestão do Hospital UNISA/Grajaú pelo Governo do Estado de São Paulo.

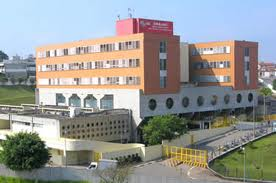
Hospital Geral do Grajaú, conveniado à UNISA desde a década de 90.

### Residências Médicas
O programa de Residência Médica constitui a modalidade de ensino de Pós-Graduação latu senso destinada a médicos sob a forma de curso de especialização por meio de treinamentos em serviço sob a orientação de profissionais médicos de elevada qualificação e ética profissional. O acesso aos programas de Residência Médica ocorre por meio de processo seletivo em parceria com a Secretaria do Estado de Saúde de São Paulo. São oferecidas na UNISA as residências médicas das seguintes especialidades:
- Anestesiologia
- Clínica Médica
- Cirurgia Videolaparoscópica
- Cirurgia Geral
- Dermatologia
- Ginecologia e Obstetrícia
- Medicina de Família e Comunidade
- Otorrinolaringologia
- Ortopedia e Traumatologia
- Oftalmologia
- Psiquiatria
- Pediatria
- Reumatologia

## Unidades

### Localização das unidades
| Campi | Nome                              | Local         | Endereço                                                                      |
| ----- | --------------------------------- | ------------- | ----------------------------------------------------------------------------- |
|       | Campus Interlagos                 | Interlagos    | Rua Professor Enéas de Siqueira Neto, 340 - Jardim das Imbuias – São Paulo/SP |
|       | Campus Metrô Adolfo Pinheiro      | Santo Amaro   | Rua Isabel Schmidt, 349 - Santo Amaro – São Paulo/SP                          |
|       | Campus Metrô Marechal Deodoro     | Santa Cecília | Rua Doutor Gabriel dos Santos, 30 - Santa Cecília – São Paulo/SP              |
| 180px | Unidade Liberdade                 | Liberdade     | Rua Fagundes, 97 - Liberdade – São Paulo/SP                                   |
|       | Campus Guarulhos - Unidade Dutra  | Guarulhos     | Avenida Anton Philips, 446 - Vila Hermínia – Guarulhos/SP                     |
| 180px | Campus Guarulhos - Unidade Centro | Guarulhos     | Rua Barão de Mauá, 95 - Centro – Guarulhos/SP                                 |

## Controvérsias

### Parecer contrário derrubado
Segundo reportagem da Folha de S.Paulo um dos proprietários da instituição, Antônio Veronezi, utilizou-se de suas ligações com os ministros da Casa Civil Onyx Lorenzoni e da Educação Abraham Weintraub para derrubar um parecer técnico contrário da Coordenação de Aperfeiçoamento de Pessoal de Nível Superior (Capes) para a criação de um novo curso de pós-graduação em Medicina Veterinária. Conforme a portaria 003/2010 do Conselho Nacional de Educação, as universidades brasileiras são obrigadas a possuírem quatro cursos de mestrado e dois de doutorado, sendo que as instituições tinham até 2016 para se adequarem. A Unisa, que obteve o reconhecimento como universidade em 1994, tinha apenas um curso de doutorado e seria atingida pela portaria caso o parecer não fosse derrubado. Com a decisão, o curso foi criado.

### Masturbação coletiva de alunos de medicina
Em setembro de 2023, foram divulgados vídeos em redes sociais, filmados em abril do mesmo ano, mostrando diversos alunos do curso de medicina da Universidade de Santo Amaro expondo seus órgãos genitais masculinos e alegadamente tocando-os, se masturbando em público coletivamente na arquibancada de um ginásio, enquanto assistiam a uma partida da equipe de vôlei feminino da faculdade contra o time do Centro Universitário São Camilo, em uma competição universitária ocorrida em São Carlos. Os estudantes envolvidos foram acusados de terem cometido os crimes de ato obsceno e importunação sexual, e afirmaram terem apenas tapado suas partes íntimas com as mãos, simulando uma masturbação. Em outro vídeo, alunos da Unisa foram gravados correndo nus ao redor de uma quadra - sobre este vídeo, a Secretaria de Segurança Pública de São Paulo afirmou que membros do time de futsal masculino da universidade invadiram a quadra e desfilaram sem roupas após o time de vôlei feminino da Unisa vencer uma partida, mostrando as genitálias e fazendo atos obscenos. Um grupo de alunos da São Camilo também foi filmado expondo as nádegas para a torcida adversária.
A Unisa expulsou pelo menos quinze alunos por envolvimento nos atos, no entanto uma decisão judicial ordenou que a faculdade reintegrasse todos ao curso, ordenando também a abertura de sindicância interna para determinar se a universidade manterá as expulsões ou aplicará penas pedagógicas a eles. A Polícia Civil do Estado de São Paulo informou que determinou a abertura de um boletim de ocorrência para identificar os suspeitos, e que a Delegacia de Investigações Gerais de São Carlos iniciou a apuração dos fatos e passou a investigar os estudantes envolvidos. O Ministério da Educação notificou a Unisa e deu 15 dias para a faculdade prestar esclarecimentos sobre o caso, o Ministério das Mulheres afirmou que atitudes como a dos estudantes da Unisa devem ser combatidas com o rigor da lei, e a União Nacional dos Estudantes (UNE) declarou que as cenas foram absurdas e os estudantes devem ser responsabilizados. A presidente da Associação Atlética Acadêmica José Douglas Dallora, do curso de medicina da Unisa, afirmou que o aluno que cometer novo ato desrespeitoso será banido de competições, a associação soltou uma nota repudiando o incidente; e o Centro Universitário São Camilo confirmou o ocorrido e declarou não compactuar com os atos.